# Catharsius sesostris
Catharsius sesostris är en skalbaggsart som beskrevs av Waterhouse 1888. Catharsius sesostris ingår i släktet Catharsius och familjen bladhorningar. Inga underarter finns listade.